# Le travail c'est la liberté
Pour plus de détails, voir Fiche technique et Distribution.
Le travail c'est la liberté est un film français réalisé par Louis Grospierre et sorti en 1959.

## Synopsis
En raison d'une grève des éboueurs, il est fait appel à des détenus pour assurer l'enlèvement des ordures ménagères. Profitant de cette situation inattendue, trois d'entre eux réussissent à fausser compagnie à leurs gardiens.

## Fiche technique
- Titre : Le travail c'est la liberté
- Réalisation : Louis Grospierre
- Scénario : Louis Grospierre et Jacques Lanzmann, d'après Les Poubelles de Françoise Mallet-Joris
- Dialogues : Jacques Lanzmann
- Décors : Robert Giordani
- Photographie : Marcel Grignon
- Son : René Longuet
- Montage : Leonide Azar
- Musique : Georges Van Parys
- Production : Jean Maumy
- Société de production : Compagnie française de production cinématographique (Paris)
- Pays de production :  France
- Format : Noir et blanc  - 35 mm - Son mono
- Durée : 87 minutes
- Dates de sortie :  
  - France : 23 décembre 1959

## Distribution
- Raymond Devos : Émile Dumoulin
- Gérard Séty : Eugène Boullu
- Sami Frey : Luigi Torgiani
- Marguerite Cassan
- Hubert Deschamps
- Hélène Dieudonné
- Jacques Dufilho
- Nane Germon
- Judith Magre
- Paul Mercey
- Viviane Méry
- Gisèle Sandré : Odette
- André Weber : le gardien
- Jacques Fabbri
- Laure Paillette
- Jacqueline Carrel